# Edificio de la Asociación de Empleados Bancarios del Uruguay
El Edificio Sede de la Asociación de Empleados Bancarios del Uruguay (popularmente conocido como "la sede de AEBU" o "Edificio AEBU") se levanta en la Ciudad Vieja de Montevideo.
Ubicado en la esquina de las calles Reconquista y Camacuá, sobre la Plaza España, tiene vista sobre la Rambla Sur y el Río de la Plata.
En 1964 se convocó a concurso de proyectos; resultó ganador el equipo de los arquitectos Rafael Lorente Escudero, Rafael Lorente Mourelle y Juan J. Lussich. La obra concluyó en 1968.
El edificio se lee desde el exterior como un conjunto orgánico; no obstante, en el interior se logra gran independencia entre las actividades: gremial, deportiva, cultural. Al mismo tiempo, logra un notable diálogo integrador con su entorno, lleno de tensiones.